# 曼克斯
曼克斯（法語：Mainxe，法語發音：[mɛ̃ks]）是法国夏朗德省的一个旧市镇，属于干邑区。2019年，曼克斯与市镇贡德维尔合并为新市镇曼克斯-贡德维尔。

## 地理
曼克斯（45°38'31"N, 0°11'21"W）面积10.1 平方千米，位于法国新阿基坦大区夏朗德省，该省份为法国西部内陆省份，北起德塞夫勒省和维埃纳省，东临上维埃纳省，东南至多尔多涅省，南至多爾多涅省，西接滨海夏朗德省。
与曼克斯接壤的市镇（或旧市镇、城区）包括：夏朗德堡、贡德维尔、雅纳克、圣梅姆莱卡里耶尔。
曼克斯的时区为UTC+01:00、UTC+02:00（夏令时）。

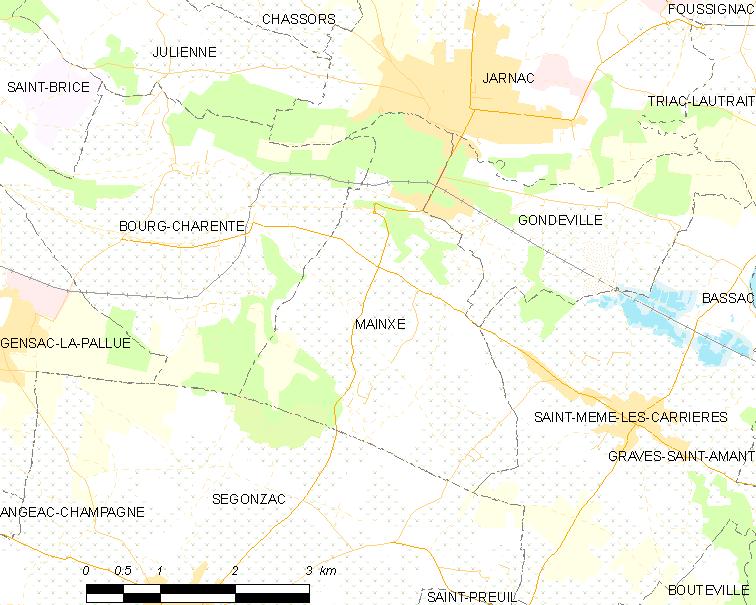
曼克斯的OSM定位图

## 行政
曼克斯的邮政编码为16200，INSEE市镇编码为16202。

## 政治
曼克斯所属的省级选区为雅纳克县。

## 人口

1962-2008年间曼克斯人口变化图示

曼克斯于2018年1月1日时的人口数量为665人。